# Köztársasági és miniszterelnökök listája
Ez a lista a köztársasági elnökök és kormányfők (miniszterelnökök) életrajzainak listáit tartalmazza az országok, államok nevének betűrendjében.
| Ábécé szerinti tartalomjegyzék                                                                           |
| --- |
| A, Á B C Cs D Dz Dzs E, É F G Gy H I, Í J K L Ly M N Ny O, Ó Ö, Ő P Q R S Sz T Ty U, Ú Ü, Ű V W X Y Z Zs |

## A, Á
- Albánia államfőinek listája
- Albánia kormányfőinek listája
- Az Amerikai Egyesült Államok elnöke
- Az Amerikai Egyesült Államok elnökeinek listája
- Argentína elnökeinek listája
- Ausztria államfőinek listája + Osztrák szövetségi kancellárok listája

## B
- Belgium miniszterelnökeinek listája
- Bolívia elnökeinek listája
- Brazília elnökeinek listája
- Bissau-Guinea államfőinek listája
- Bosznia-Hercegovina Elnöksége elnökeinek listája
- Bulgária köztársasági elnökeinek listája + Bulgária miniszterelnökeinek listája

## C
- Costa Rica elnökeinek listája

## D
- Dél-Korea elnökeinek listája

## E, É
- Ecuador elnökeinek listája
- Az Egyesült Királyság miniszterelnökeinek listája
- Egyiptom elnökeinek listája + Egyiptom miniszterelnökeinek listája
- Észak-Macedónia elnökeinek listája
- Észtország államfőinek listája + Észtország kormányfőinek listája

## F
- Feröeri miniszterelnökök listája
- Finnország elnökeinek listája
- Franciaország elnökeinek listája + Franciaország miniszterelnökeinek listája

## G
- Guyana elnökei és miniszterelnökei

## H
- Honduras elnökeinek listája
- Hollandia miniszterelnökeinek listája
- Horvátország elnökeinek listája

## I, Í
- Irán elnökeinek listája
- Izland miniszterelnökeinek listája
- Izrael elnökeinek listája + Izrael miniszterelnökeinek listája

## J
- Japán kormányfőinek listája
- Jugoszlávia miniszterelnökeinek listája

## K
- Kelet-Timor elnökeinek listája
- Kína kormányfőinek listája
- A Kínai Népköztársaság elnökeinek listája
- Kolumbia elnökeinek listája

## L
- Laosz köztársasági elnökeinek listája + Laosz miniszterelnökeinek listája
- Lengyelország kormányfőinek listája
- Libéria elnökeinek listája
- Liechtenstein miniszterelnökeinek listája

## M
- Magyarország államfőinek listája + Magyarország kormányfőinek listája
- Málta miniszterelnökeinek listája
- Mexikó elnökeinek listája
- Mongólia elnökeinek listája + Mongólia miniszterelnökeinek listája

## N
- Németország kancellárjainak listája
- Nicaragua elnökeinek listája
- Norvégia miniszterelnökeinek listája

## O, Ó
- Oranje Szabadállam elnökeinek listája
- Olaszország miniszterelnökeinek listája

## P
- Pápua Új-Guinea miniszterelnökeinek listája
- Peru elnökeinek listája

## R
- Románia kormányfőinek listája

## S
- Saint Kitts és Nevis miniszterelnökeinek listája
- São Tomé és Príncipe állam- és kormányfőinek listája
- Suriname elnökeinek listája + Suriname miniszterelnökeinek listája

## Sz
- Szlovákia államfőinek listája
- Szlovákia kormányfőinek listája
- A Szovjetunió kormányfőinek listája

## T
- Törökország köztársasági elnökeinek listája + Törökország miniszterelnökeinek listája
- Togo miniszterelnökeinek listája
- Trinidad és Tobago elnökeinek listája + Trinidad és Tobago miniszterelnökeinek listája
- Tunézia kormányfőinek listája
- Tuvalu miniszterelnökeinek listája

## U, Ú
- Uganda miniszterelnökeinek listája
- Új-Zéland miniszterelnökeinek listája
- Ukrajna elnökeinek listája
- Ukrajna miniszterelnökeinek listája

## V
- Vanuatu elnökeinek listája + Vanuatu miniszterelnökeinek listája